# Alfredo Moreno

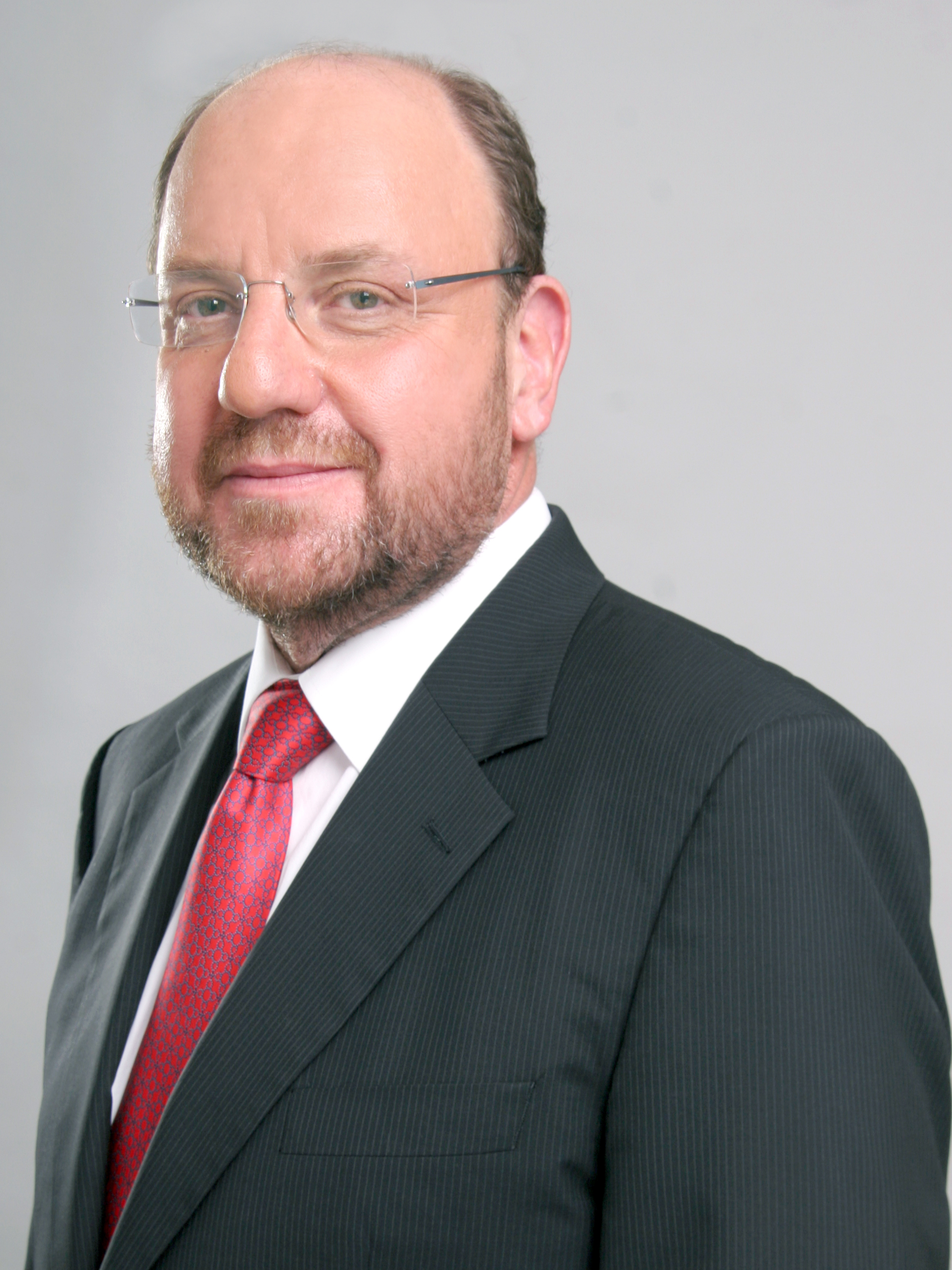
Alfredo Moreno (2010)

Alfredo Germán Moreno Charme (* 1956 in Santiago de Chile) ist ein chilenischer Manager und Politiker.

## Biografie
Nach der Schulausbildung am Colegio San Ignacio El Bosque studierte er Bauingenieurwesen an der Pontificia Universidad Católica de Chile (PUC). Danach absolvierte er ein Postgraduiertenstudium der Betriebswirtschaftslehre an der Universität Chicago und beendete dieses mit einem Master in Business Administration (MBA).
Im Anschluss begann er seine berufliche Laufbahn in der Privatwirtschaft und war unter anderem Direktor von Unternehmen wie der Banco de Chile, Homecenter Sodimac und der Grupo Luksic sowie Präsident von ICARE, einer Gesellschaft zur Förderung der Unternehmensansiedlung in Chile. Später war er Direktor der Fluggesellschaft Ladeco und von Radio Minería. Aufgrund seiner umfangreichen wirtschaftlichen Tätigkeiten beschäftigte er sich auch mit der Pflege der Beziehungen zu den USA. Er war auch Mitglied des Internationalen Rates der Stiftung Dom Cabral in Brasilien sowie des Globalen Beratungsgremiums der School of Business der Universität Chicago.
Darüber hinaus war er Präsident der Stiftung Fundación Teletón Chile, die seit 1978 einmal jährlich im chilenischen Fernsehen einen Spendenaufruf zur Förderung von Einrichtung für Kinder und Jugendliche veranstaltet. Darüber hinaus war er Vizepräsident der Internationalen Organisation von Teletón und auch Direktor der Stiftung Paz Ciudadana.
Am 9. Februar 2010 nominierte ihn der in den Präsidentschaftswahlen 2009/2010 zum neuen Präsidenten Chiles gewählte Sebastián Piñera zum Außenminister. Nach Ableistung des Amtseides von Piñera übernahm er nach der Vereidigung des Kabinetts am 11. März 2010 offiziell das Amt des Außenministers und wurde damit Nachfolger von Mariano Fernández. Moreno ist Mitglied der Partei Unión Demócrata Independiente (UDI). Seit Piñera im Jahr 2018 seine zweite Präsidentschaft antrat, übernahm Moreno in seinem Kabinett das Amt des Sozial- und Familienministers (11. März 2018 bis 13. Juni 2019) sowie seit dem 13. Juni 2019 das Bauministerium.